# Rigor Mortis (película)
Rigor Mortis es una película de terror de Hong Kong dirigida por Juno Mak y producida por Takashi Shimizu. Estrenada en 2013 en el Festival Internacional de Cine de Venecia, la película rinde tributo a la franquicia de terror Mr. Vampire y varios de los actores que participaron en ella aparecen en Rigor Mortis, como Chin Siu-ho, Anthony Chan, Billy Lau y Richard Ng. Chung Fat, quien protagonizó el filme Encounters of the Spooky Kind, registra una aparición en la película en el papel de Gau.

## Sinopsis
El actor Chin Siu-ho, anterior estrella de la exitosa franquicia Mr. Vampire, decide suicidarse luego de ser abandonado por su esposa y su joven hijo, mudándose a un edificio de apartamentos en ruinas e intentando ahorcarse. Este hecho atrae la atención de unas gemelas fantasmas que rondan el apartamento, las cuales poseen su cuerpo. Un vecino de nombre Yau irrumpe en la habitación, corta la soga y expulsa a los espíritus del cuerpo de Chin. Más tarde, Chin visita el restaurante de Yau, quien le explica que su familia es cazadora de jiangshi (vampiros), pero que él se cansó de esa profesión y decidió convertirse en cocinero.
En otro lugar del edificio, un anciano llamado Tung cae de una escalera y muere. Su esposa Meiyi le pide a Gau, un hechicero de dudosa reputación que vive en el edificio, que intente devolverlo a la vida. Gau realiza un ritual sobre el cadáver desfigurado, afirmando que Tung revivirá después de varios días. Gau instruye a Meiyi para que no remueva una máscara que ha puesto en la cara de Tung. A partir de entonces se empiezan a desencadenar todo tipo de experiencias paranormales que involucrarán a todos los habitantes del edificio.

## Reparto
- Chin Siu-ho es Chin Siu-ho
- Anthony Chan es Yau
- Kara Wai es Yang Feng
- Chung Fat es Gau
- Lo Hoi-pang es Yin
- Richard Ng es Tung
- Paw Hee-ching es Meiyi
- Morris Ho es Pak
- Billy Lau es el cocinero

## Recepción
Rotten Tomatoes, un portal especializado en crítica cinematográfica, informa que el 68% de los 22 críticos encuestados le brindaron una crítica positiva a la película, cuya calificación media fue de 6,02 sobre 10. Metacritic, otro sitio similar, le dio una calificación de 53 sobre 100 basándose en ocho reseñas. Clarence Tsui, de The Hollywood Reporter, se refirió al filme como "un fastuoso y pesado reencauche de los tropos de Hong Kong y del cine de terror japonés, salvado de la inhumanidad clínica por su experimentado reparto". Justin Chang de la revista Variety la describió como un "ejercicio de terror de Hong Kong llamativo, incoherente y que prácticamente no da miedo".
Daniel M. Gold de The New York Times la llamó una "película implacablemente espeluznante" que se aleja del elemento cómico de Mr. Vampire. Martin Tsai de Los Angeles Times afirmó: "La película proporciona una sucesión de estilizadas y potentes piezas de escenario sin establecer ningún tipo de lógica interna". Peter Bradshaw dee The Guardian se refirió a la labor del director: "Juno Mak sirve algunos momentos sorprendentes y espeluznantes, acompañados de algunos clichés: la paleta digital de grises, azules y marrones es demasiado familiar". Amie Simon del portal Three Imaginary Girls aseguró que los fanáticos de Mr. Vampire probablemente encontrarán la película más interesante que el espectador común. Amanda Waltz del sitio The Film Stage elogió la producción al afirmar que: "Al combinar la estética china y japonesa, Rigor Mortis es a menudo divertida y a veces ceñida a la rica y variada cultura del cine de terror oriental".